# ランスコア
ランスコアとは、野球において、第3アウトが成立する前にランナーがホームインしているかが重要なタイムプレイである。

## 概要
タイムプレイで、もしホームインよりタッチが早ければ審判は頭上に両手で×を作り『ノーランスコア』とコールする。タッチよりホームインが早ければダイヤモンドの内側に入り、ホームベースと対正して人差し指を上にあげ、『ザッツ・ランスコア』とコールする。

## 実際にあった事例
2018年8月30日、阪神タイガース対東京ヤクルトスワローズ戦の5回裏、阪神は1死満塁のチャンスを迎え、打者の糸原健斗は飛距離十分のセンターフライを打ち上げ、3塁ランナーの鳥谷敬と2塁ランナーの梅野隆太郎がスタートした。鳥谷がホームを踏み、得点かと思われたがホームを踏む前に梅野がタッチアウトになり、阪神の得点は無効になった。
2016年8月11日の夏の甲子園・前橋育英対嘉手納戦の5回裏、前橋育英は3対1とリードを広げ、なおも2死1塁の場面で4番の小川龍成が左中間突破の打球を放った。打った小川は3塁を狙うがタッチアウトとなり、アウトになったのが1塁走者の飯島大夢のホームインよりも早かったため、1点が幻になった。